# Белогорский район (Хмельницкая область)
Белого́рский райо́н (укр. Білогірський район) — упразднённая административная единица на северо-западе Хмельницкой области Украины. Административный центр — посёлок городского типа Белогорье.

## География
Площадь района составляет 780 км². Район граничит на севере с Ровненской областью (Острожский район), на северо-востоке и востоке с Изяславским, на юге с Теофипольским районами Хмельницкой области, на западе с Тернопольской областью (Лановецкий и Шумский районы).
Основные реки: Вилия, Горынь, Полква, Семёновка, Тростянка.

## История
Белогорский район образован в 1923 году. 23 сентября 1959 года к Белогорскому району была присоединена часть территории упразднённого Плужнянского района. В 2020 году территория вошла в состав Шепетовского района.

## Демография
Население — 25 866 человек, в том числе городское — 7 117 человек, сельское — 18 749 человек. (по состоянию на 1.01.2019 года).

## Транспорт
Через район проходит железная дорога «Шепетовка—Подольская—Тернополь».

## Археология
- К черняховской культуре относится поселение на реке Горынь в селе Лепесовка[6].